# Finans (medie)
 For alternative betydninger, se Finans (flertydig). (Se også artikler, som begynder med Finans)
Finans (egen skrivemåde: FINANS) er et dansk digitalt erhvervsmedie, der skriver nyheder om erhverv, finans samt aktier og kurser.[kilde mangler] Det blev grundlagt i 2014 af JP/Politikens Hus og udgives pr.  december 2020 af samme.
Finans har hovedsæde i København og har også en redaktion i Aarhus.

## Historie

### Baggrund
Finans udsprang af det tidligere Erhverv på nettet, epn.dk, som eksisterede frem til oktober 2014.[kilde mangler] epn.dk indeholdte både betalingsartikler og gratis artikler.[kilde mangler]

## Direktion
Pr.  maj 2024 er chefredaktøren for Finans Simon Bendtsen Jakob Mørck Lohmann er direktør.